# Терористичний акт у Стокгольмі (2017)
Терористичний акт у Стокгольмі — автотаран що стався 7 квітня 2017 року приблизно о 3 годині дня за місцевим часом (16:00 за Києвом) в центрі столиці Швеції. За даними SÄPO, вантажівка наїхала на натовп вздовж пішохідної вулиці Дроттнінггатан і розбила передню частину торгового центру.. Місцева поліція розглядає ситуацію як теракт і вже арештувала одну особу.
Підтверджено загибель чотирьох людей. Одна людина померла в лікарні. 15 осіб отримали поранення, дев'ять з яких постраждали серйозно. Двоє з потерпілих є дітьми.
Spendrups, пивоварна компанія, якій належить вантажівка, повідомляє, що це транспортний засіб для доставки товарів, який був вкрадений на день раніше до його здійснення, коли її водій займався доставкою до ресторану.
Повідомлення про затримання підозрюваного у нападі, що з'явилися невдовзі після теракту, були пізніше заперечені поліцією. Також поліція заперечила повідомлення про постріли на місці події.

## Реакція
Прем'єр-міністр Швеції Стефан Левен назвав подію терактом. Після акту Риксдаг та Стокгольмське метро були закриті, вокзал Стокгольма — евакуйований, а на прилеглих до нього залізничних гілках зупинено рух.